# Opisthoxia cassandra
Opisthoxia cassandra är en fjärilsart som beskrevs av Dyar 1912. Opisthoxia cassandra ingår i släktet Opisthoxia och familjen mätare. Inga underarter finns listade i Catalogue of Life.